# Jennifer Lynch
Jennifer Chambers Lynch (Filadelfia, Pensilvania; 7 de abril de 1968) es una directora de cine y televisión y guionista estadounidense. También es conocida por ser la autora del libro El diario secreto de Laura Palmer. Es la hija del reconocido director de cine David Lynch.

## Biografía
Junto a su madre, Lynch hizo una breve aparición en la película debut de su padre, Eraserhead, pero su aparición no se incluyó en el corte final. Posteriormente, Lynch trabajó como asistente de producción en Blue Velvet (1986), también dirigida por su padre. Más tarde Jennifer creó el guion para la película Boxing Helena, que finalmente terminó dirigiendo. El papel de Helena atrajo a muchas actrices famosas, incluso a la cantante Madonna. Finalmente el papel fue interpretado por Sherilyn Fenn, estrella de la serie Twin Peaks, dirigida por David Lynch. La controversia en torno a ese caso, así como el clamor feminista por el sádico tema de Helena y las acusaciones de nepotismo, acompañaron la crítica derrota de la película tras su lanzamiento en 1993.
Tras un largo paréntesis, Lynch volvió a la escena con la película Surveillance, cinta que ganó el primer premio en el Festival de Cine de Sitges. Un mes después, Lynch se convirtió en la primera mujer en recibir el premio al Mejor Director del Festival de Cine de Horror de la Ciudad de Nueva York. Lynch fue anunciada como la directora de la película Hisss, que presentó a la actriz de Bollywood Mallika Sherawat, pero la película que se lanzó no fue obra de Lynch, a pesar de que los productores adjuntaron su nombre al producto final.

## Filmografía

### Como directora
| Año  | Título            | Historia                         | Productor                                               | Reparto                                                                             | Notas             |
| 1993 | Boxing Helena     | Jennifer Lynch, Philippe Caland  | Philippe Caland                                         | Sherilyn Fenn, Julian Sands, Bill Paxton                                            | También escritora |
| 2008 | Surveillance      | Jennifer Lynch, Kent Harper      | David Lynch, Kent Harper, Marco Mehlitz, David Michaels | Bill Pullman, Julia Ormond, French Stewart                                          | También escritora |
| 2010 | Hisss             | Jennifer Lynch                   | Vikram Singh, Govind Menon                              | Mallika Sherawat, Irrfan Khan                                                       |                   |
| 2012 | Encadenado        | Jennifer Lynch, Damian O'Donnell | Rhonda Baker, David Buelow, Lee Nelson                  | Vincent D'Onofrio, Eamon Farren, Julia Ormond                                       | Cameo             |
| TBA  | A Fall from Grace | Jennifer Lynch, Eric Wilkinson   |                                                         | David Lynch, Forest Whitaker, Tim Roth, Paz Vega, Vincent D'Onofrio, Willow Shields | Posproducción     |